# چارلز کامین اجرتون
چارلز کامین اجرتون (انگلیسی: Charles Egerton; ۱۰ نوامبر ۱۸۴۸ – ۲۰ فوریهٔ ۱۹۲۱) یک افسر ارشد ارتش هند از خانواده اگرتون بود.
او در اوایل دوران کاری خود در جنگ دوم انگلیس و افغانستان، لشکرکشی هزاره و عملیات در تنگه خیبر شرکت کرد. او در سال ۱۸۹۴ فرماندهی ستون بانو را در طول عملیات در وزیرستان بر عهده گرفت و در سال ۱۸۹۷ به عنوان افسر ارشد ستاد برای لشکرکشی توچی خدمت کرد. اگرتون در ژوئن ۱۹۰۳ فرماندهی نیروهای مستقر در سومالی‌لند بریتانیا را که با سید عبدالله حسن، رهبر درویش‌ها، می‌جنگیدند، بر عهده گرفت. او در ژانویه ۱۹۰۴ در جیدبالی موفقیت چشمگیری داشت و ۱۰۰۰ نفر از افراد حسن را کشت. آخرین انتصاب او به عنوان افسر کل فرمانده ناحیه سکندرآباد در سال ۱۹۰۴ و قبل از بازنشستگی در سال ۱۹۰۷ بود.